# Картопляна хвороба хліба

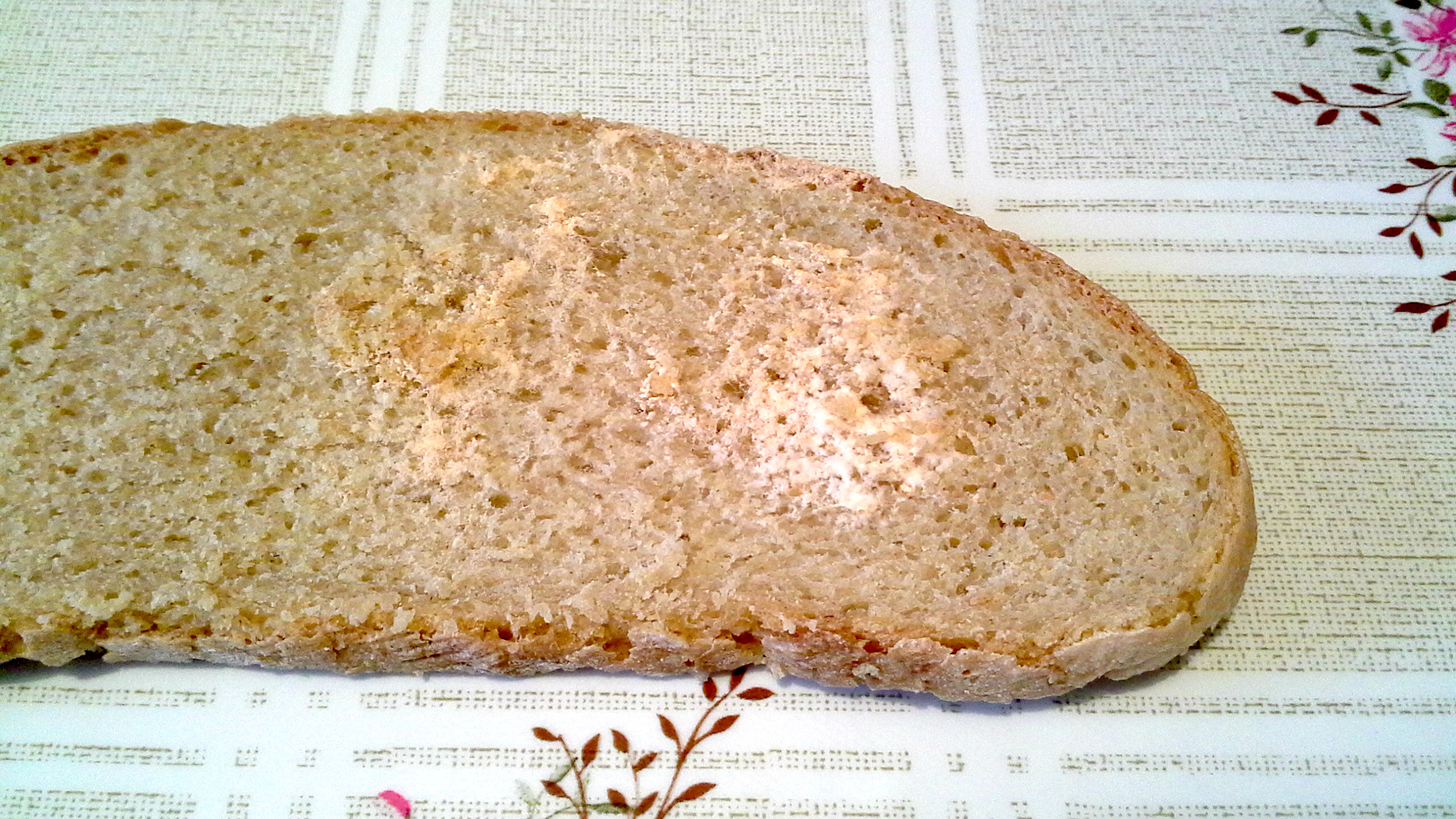
Картопляна хвороба хліба

Картопляна хвороба хліба («тягуча» хвороба) — одне з найпоширеніших захворювань хліба, спричиняється спорами картопляної (сінної) палички, які потрапляють у хліб разом з борошном. Ці спори гинуть тільки при температурі 130 °С. Найбільшого розвитку ці мікроорганізми досягають при 35 — 40 °С. Хвороба проявляється після 10 год зберігання при температурі 30-40 °С. Тому хвороба найчастіше проявляється в літній період.
За сприятливих умовах спори картопляної палички під час зберігання хліба проростають, а бактеріальні клітини, що утворюються, своїми амілолітичними й протеолітичними ферментами розкладають крохмаль і білки хліба. Крохмаль перетворюється на декстрини, а білки — на амінокислоти, пептони й аміди. Накопичення продуктів розпаду речовин, особливо білків, надає м'якушці різкого, неприємного специфічного запаху і смаку. Хліб, заражений картопляною хворобою, може накопичувати отруйні речовини, тому в їжу не використовують.
Картопляною хворобою заражається в основному пшеничний хліб, особливо більшої маси. Прискорюють цей процес низька кислотність та підвищена вологість виробів.
Для запобігання хворобі використовують такі заходи:
- швидке охолодження хліба;
- зберігання хліба у сухому, прохолодному приміщенні (при температурі нижче 16 °С хвороба не розвивається);
- вилучення зараженого хліба з партії;
- підвищення кислотності хліба;
- випікання хлібин меншої маси;
- своєчасна дезінфекція (оцтовою кислотою) місць зберігання та транспортування хліба.